# Budîșce, Novhorod-Siverskîi
Budîșce (în ucraineană Будище) este un sat în comuna Kovpînka din raionul Novhorod-Siverskîi, regiunea Cernihiv, Ucraina.

## Demografie
Componența lingvistică a localității Budîșce
     Ucraineană (93,61%)
     Rusă (6,39%)
Conform recensământului din 2001, majoritatea populației localității Budîșce era vorbitoare de ucraineană (93,61%), existând în minoritate și vorbitori de rusă (6,39%).